# Kyselina 3-fluorbenzoová
Kyselina 3-fluorbenzoová, také nazývaná kyselina m-fluorbenzoová (systematický název kyselina 3-fluorbenzen-1-karboxylová), je organická sloučenina patřící mezi aromatické halogenkyseliny, jedná se o fluorovaný derivát kyseliny benzoové. Má využití v mnoha oblastech výzkumu.